# Plaue-Bernsdorf
Plaue und Bernsdorf sind zwei Gemeindeteile der Großen Kreisstadt Flöha im sächsischen Landkreis Mittelsachsen. Sie wurden seit Ende des 19. Jahrhunderts als Plaue-Bernsdorf gemeinsam erwähnt und 1939 in „Plaue“ umbenannt. Seit 1962 gehören sie als Stadtteil zu Flöha.

## Geografie
Die Orte Plaue und Bernsdorf liegen am Rand des unteren Osterzgebirges südlich der Stadt Flöha. Die Zschopau trennt die beiden Ortsteile voneinander. Plaue liegt am rechten, Bernsdorf am linken Ufer. Nachbarorte von Plaue-Bernsdorf sind Flöha im Norden, Falkenau und sein Gemeindeteil Hetzdorf im Osten, Erdmannsdorf im Süden und Chemnitz-Euba im Westen.

## Geschichte

### 13.–18. Jahrhundert

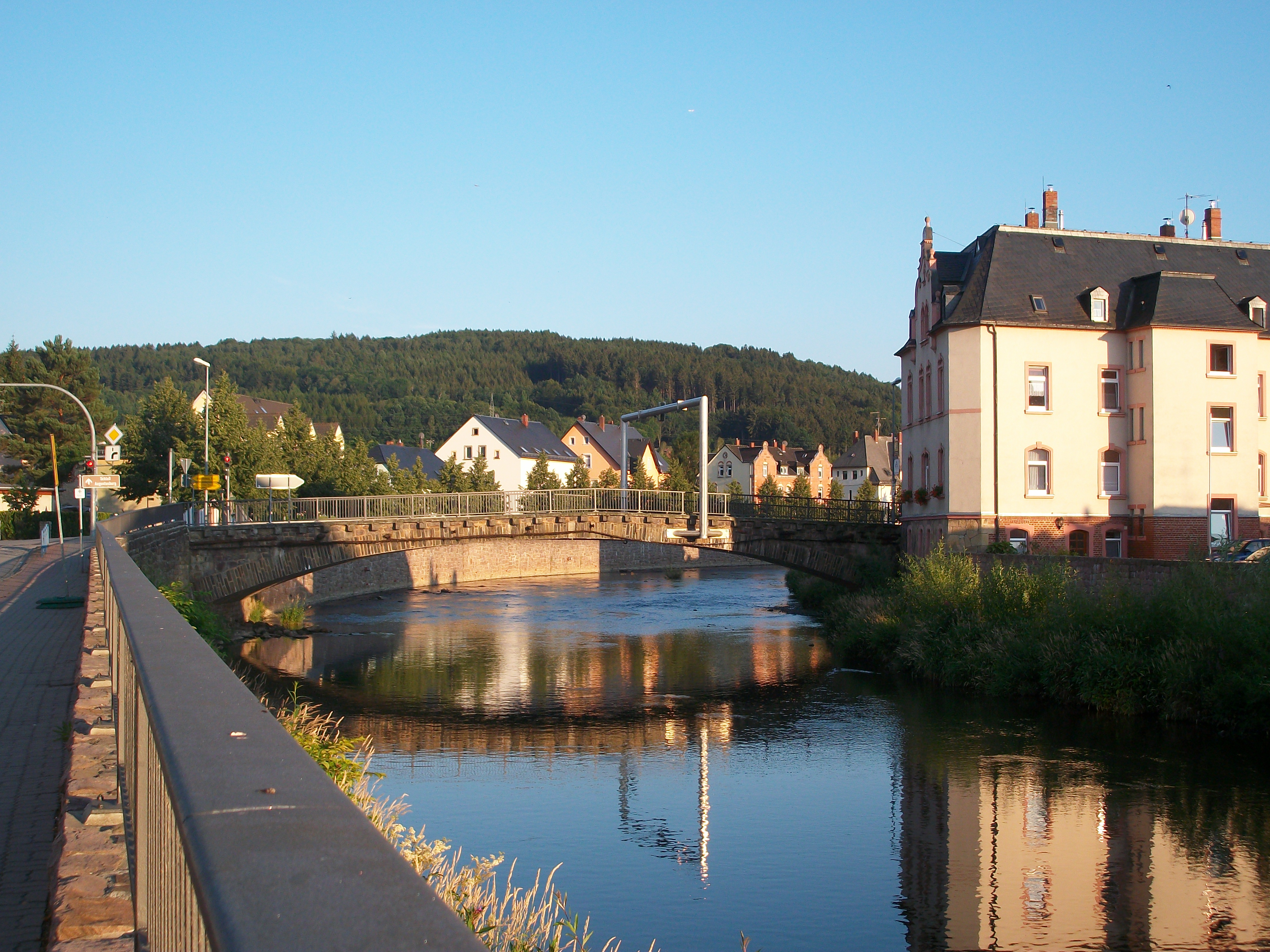
Zschopaubrücke in Plaue

Die Gründung der Orte im Mündungsgebiet der Flöha in die Zschopau erfolgte vermutlich um 1200 durch rheinfränkische oder flämische Bauern. Die Ersterwähnung der beiden Waldhufendörfer erfolgte im Jahr 1368 für Bernsdorf als „Bernerstorf“ und 1378 für Plaue als „Plawe“. Die Mühle in Bernsdorf wurde ebenfalls 1378 erstmals erwähnt, das Sattelgut im Jahre 1390. Die Kalkhöhlen in der Schweddey wurden 1453 erwähnt. Durch Hochwasserkatastrophen wurde in den früheren Jahrhunderten ein Zusammenwachsen der vier im Mündungsbereich der Flöha entstandenen Dörfer Flöha und Gückelsberg im Norden mit Plaue und Bernsdorf im Süden verhindert.
Plaue und Bernsdorf führten als Teil des albertinischen Herzogtums Sachsen im Jahr 1539 die Reformation ein und wurden dadurch evangelisch. Durch eine Neugliederung der Verwaltung gehörten Plaue und Bernsdorf, wie auch ihr nördlicher Nachbarort Flöha ab 1551 als Amtsdörfer zum Amt Schellenberg, welches im Jahr 1590 in „Amt Augustusburg“ umbenannt wurde. 1579 schlossen die Dörfer Flöha und Plaue einen Brückenvertrag zur gemeinsamen Instandhaltung der Kirchenbrücke in Flöha. Um 1580 gab es im Raum Flöha drei Brücken: die Landbrücke, die Kirchenbrücke Flöha und die Zschopaubrücke in Plaue. Im Jahre 1619 wurden Plaue und Bernsdorf gemeinsam erbzinslich und frohngeldbezogen veranlagt, was auf eine Verwaltungsgemeinschaft hindeuten könnte. Kirchlich war Plaue nach Flöha, Bernsdorf nach Erdmannsdorf gepfarrt. 1770 wechselte die Schulzugehörigkeit der Bernsdorfer Kinder von der Schule Erdmannsdorf nach Plaue. Um 1780 dehnte sich das Siedlungsgebiet von Plaue vom Markt zwischen Zschopau und Mühlgraben, entlang der Wehrstraße und vom Markt bis zur Kohlwiese aus.

### 19. Jahrhundert bis zur Gegenwart

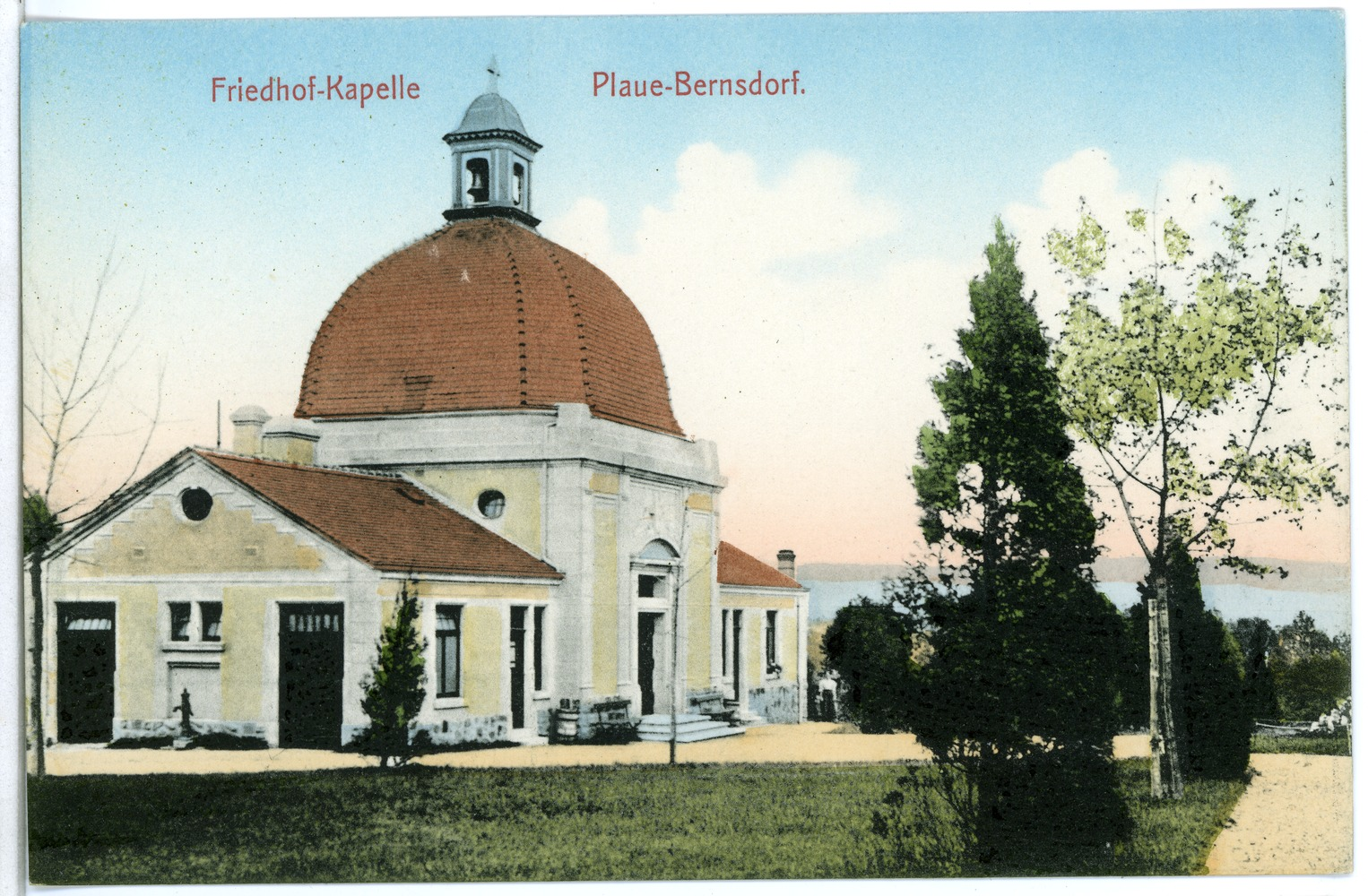
Friedhofskapelle (1910)

Anfang des 19. Jahrhunderts entwickelten sich aus den landwirtschaftlich geprägten Orten um Flöha moderne Industrieorte. 1809 wurde die erste Baumwollspinnerei in Bernsdorf gegründet. Die Wiese, auf der die Spinnerei entstand, hieß zunächst „Kirchwiese“ und gehörte eigentlich zur Flöhaer Flur. 1580 erwarb sie der sächsische Kurfürst und ließ darauf einen Floßplatz, eine Holzschneidemühle mit Mühlgraben und einen Kohlenmeiler für den Silberbergbau in Freiberg errichten, wodurch die Kirchwiese seitdem „Kohlwiese“ hieß. Nachdem 1789 Benjamin Pflugbeil die Kohlwiese erworben hatte, ließ er darauf eine Bleicherei und Färberei errichten, wodurch die Wiese seitdem „die Bleiche“ genannt wurde. 1809 wurde dann die erste Baumwollspinnerei in Bernsdorf auf der Bleiche durch Seeber gegründet. 1816 übernahmen sie die Brüder Peter Otto und Ernst Iselin Clauß. Erst 1845 wurde die Flöhaer Kohlwiese aufgrund eines gewissen Gewohnheitsrechtes nach neunjähriger Verhandlung dem Ort Bernsdorf zugeschlagen.
Plaue und Bernsdorf wurden ab dem 19. Jahrhundert gemeinsam genannt. Durch die Sächsische Landgemeindeordnung wurde 1839 im Ort erstmals ein Gemeinderat durch die Dorfbewohner gewählt. 1856 wurde die Gerichtsbarkeit des Ortes dem Gerichtsamt Augustusburg übertragen. Seit 1874 gehörte Plaue-Bernsdorf zur neu gegründeten Amtshauptmannschaft Flöha, ab 1876 befand sich der Verwaltungssitz der Amtshauptmannschaft in Plaue. Einen wirtschaftlichen Aufschwung brachte die 1866 eröffnete Bahnstrecke Chemnitz-Annaberg (Zschopautalbahn), deren Gleise durch Plaue-Bernsdorf führten. Durch die 1869 eröffnete Bahnstrecke Dresden–Werdau wurde der nahe gelegene Bahnhof Flöha zum Bahnknotenpunkt.

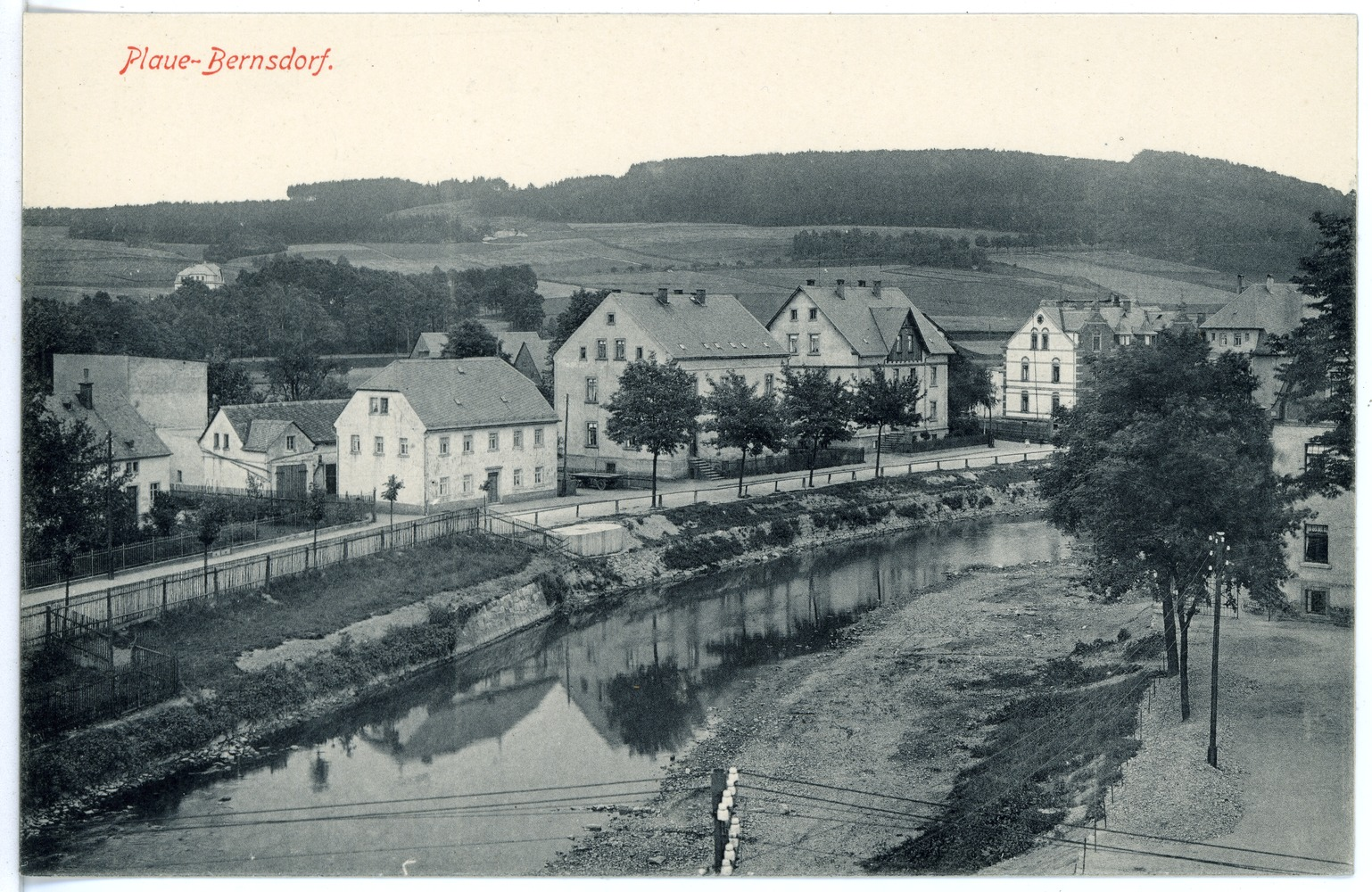
Blick auf Plaue-Bernsdorf (1913)
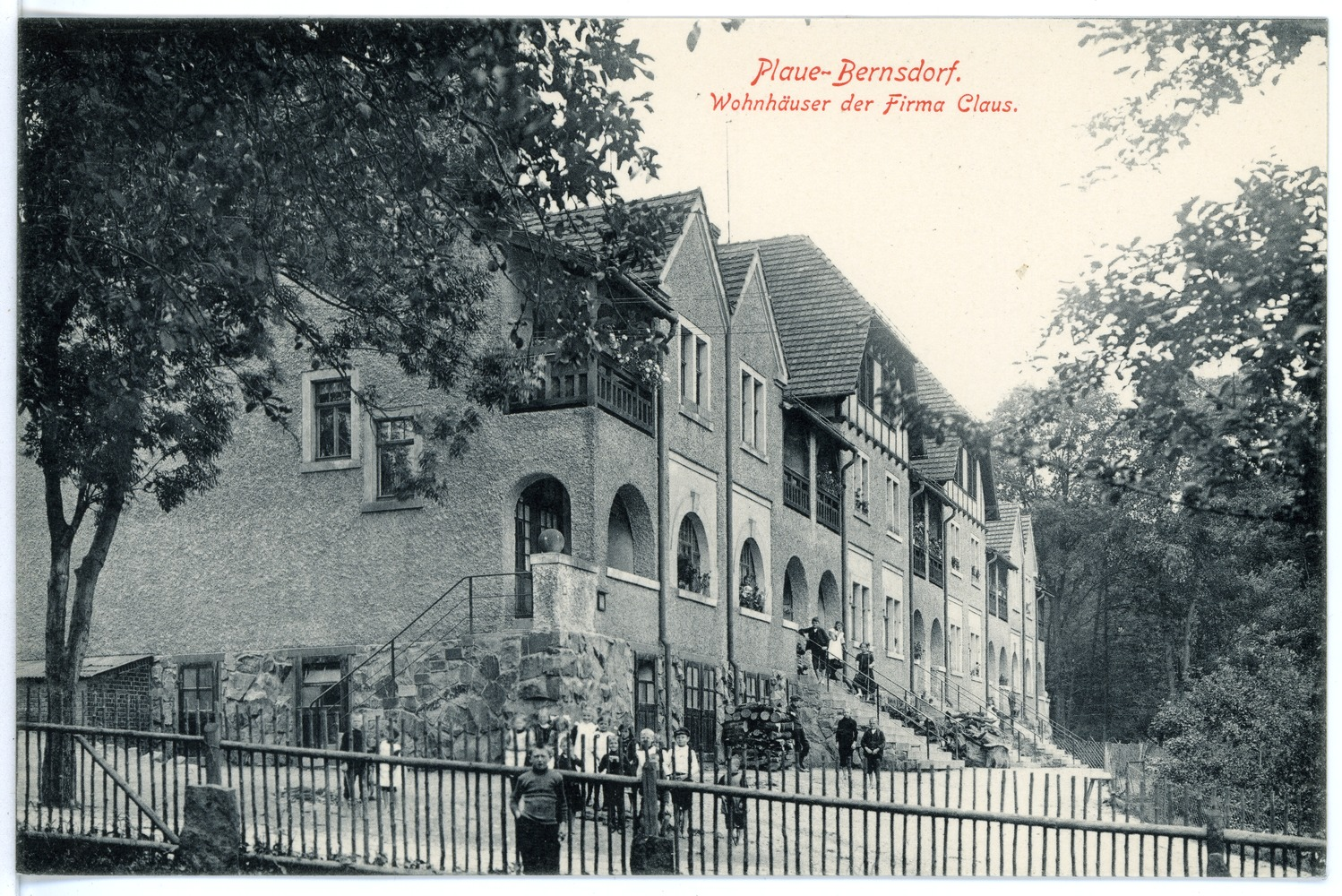
Wohnhäuser der Firma Claus (1913)
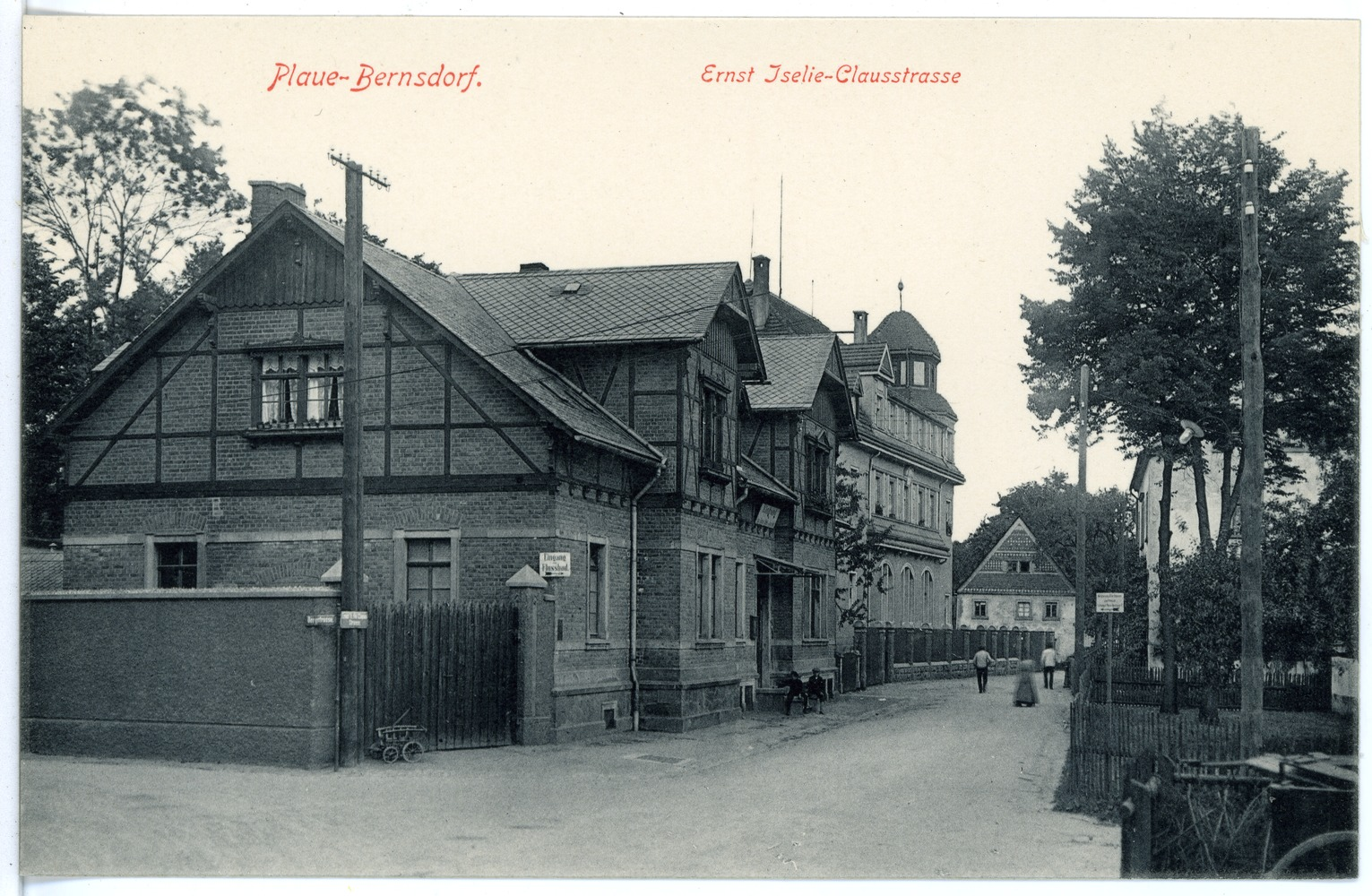
Ernst Iselie Clausstraße (1913)
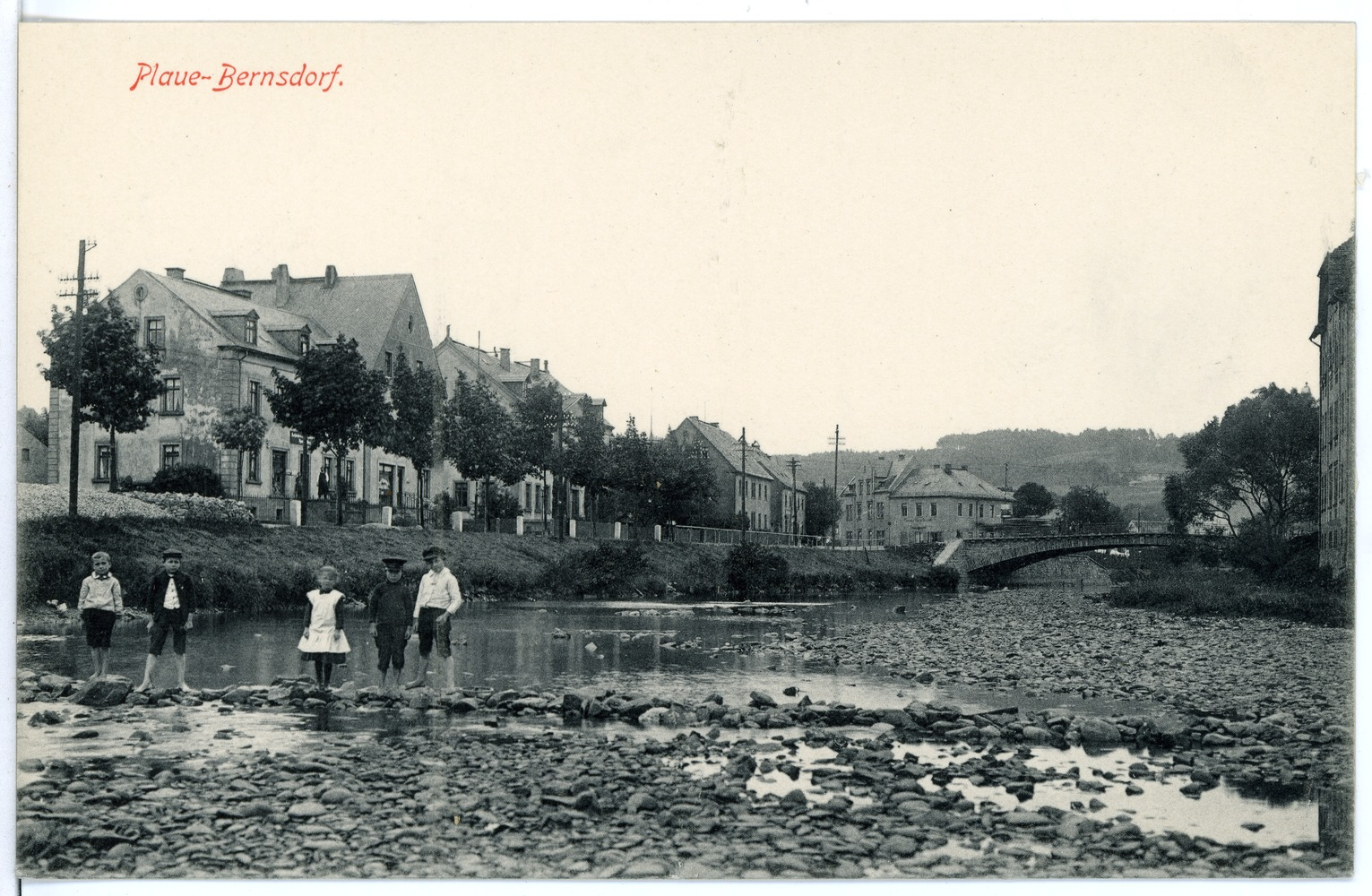
Partie an der Zschopau (1913)
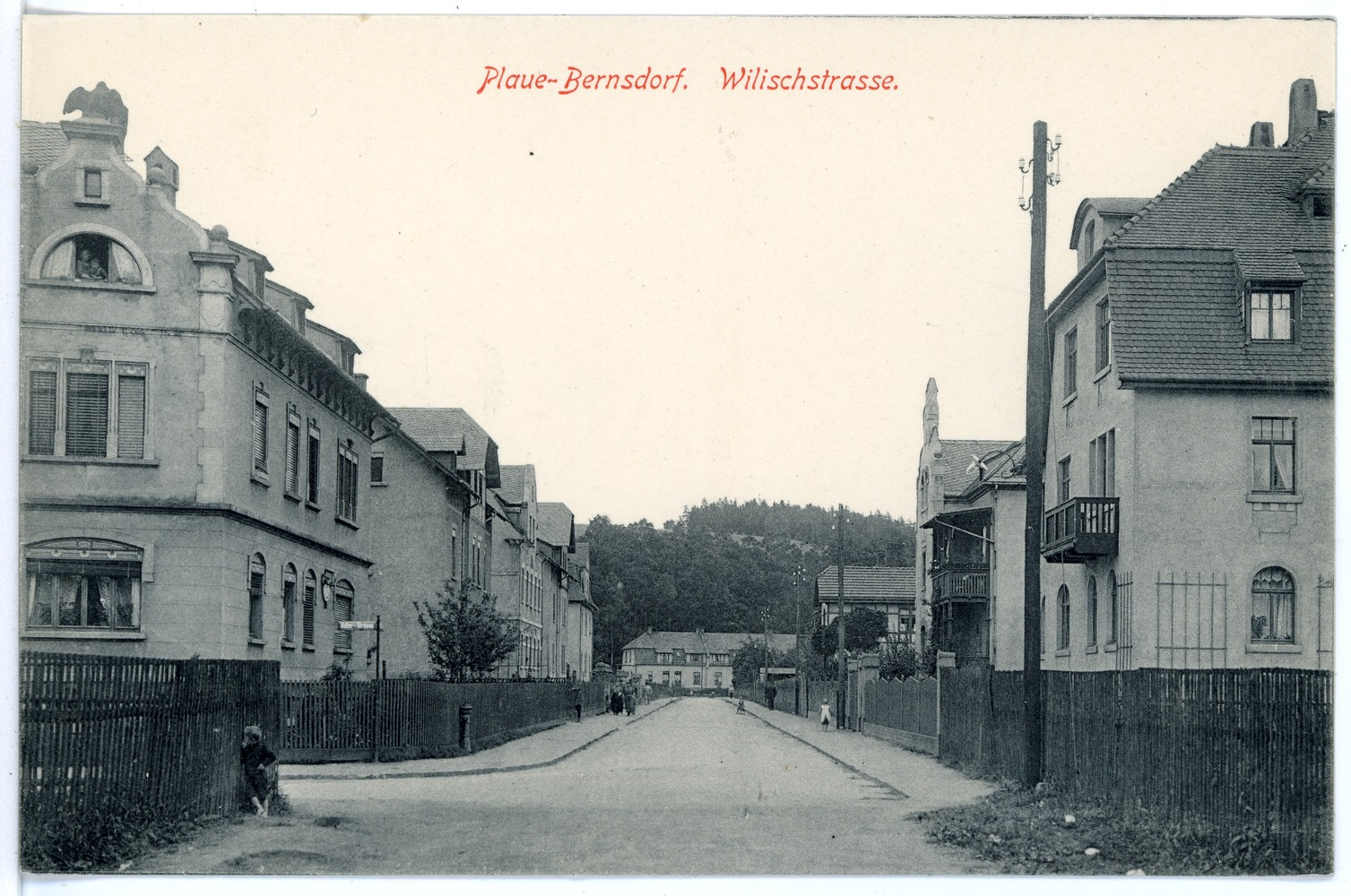
Wilischstraße (1913)
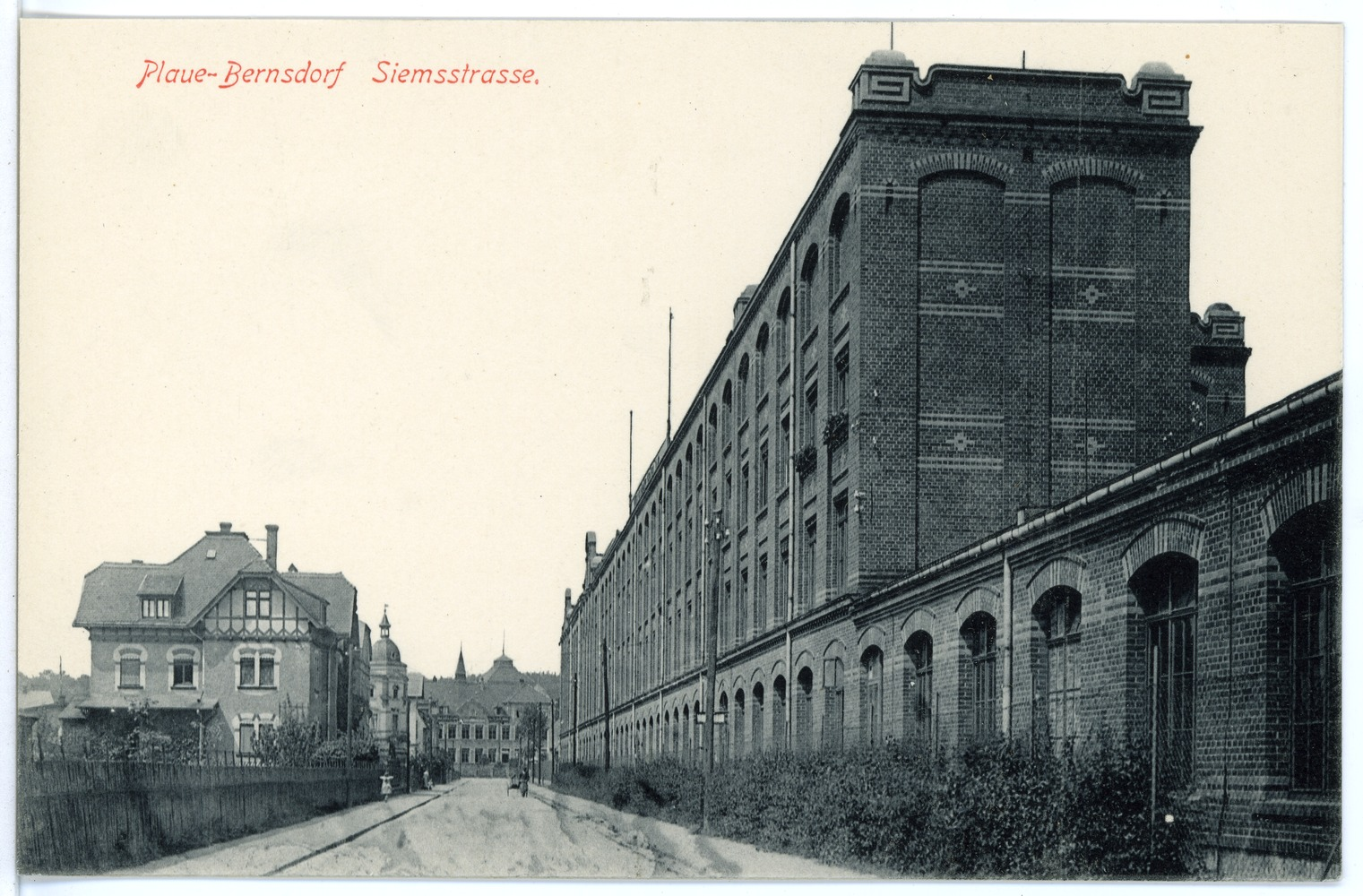
Siemstraße (1913)
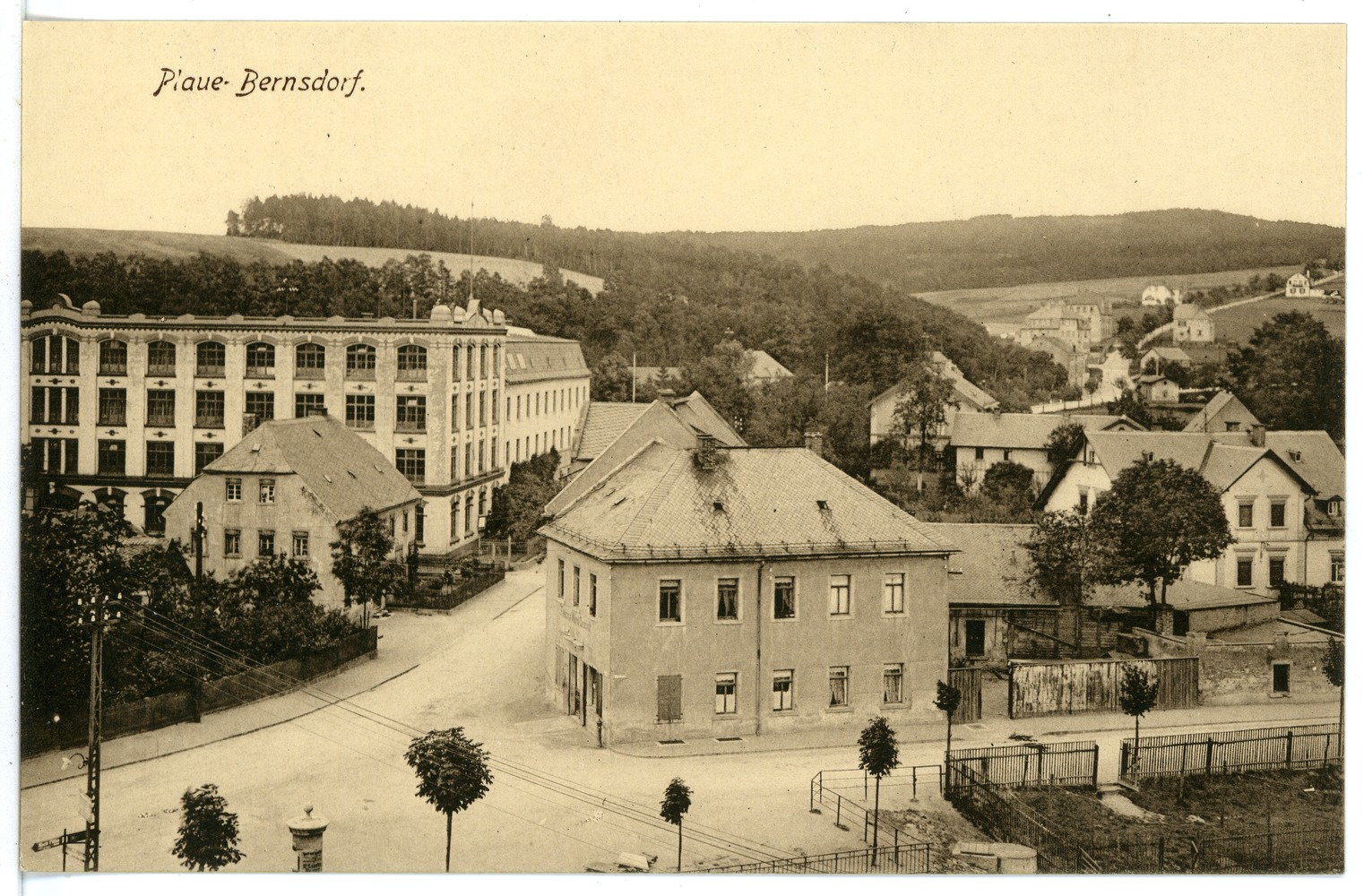
Blick auf Plaue-Bernsdorf (1913)

Ende des 19. Jahrhunderts entstanden in rascher Folge neue Betriebe, so u. a. die Buntpapierfabrik Robert Wilisch (1878) und die Tüllfabrik Carl Siems (1898). 1877 erfolgte die Gründung der Freiwilligen Feuerwehr Plaue-Bernsdorf, die seitdem für den Brandschutz und die allgemeine Hilfe sorgt. Durch Umgemeindung von Flöha ist Schweddey seit 1899 ein Ortsteil von Plaue-Bernsdorf. Im folgenden Jahr begann die Bebauung des Plaubergs. 1909 wurden in Plaue-Bernsdorf Straßennamen eingeführt. In Bernsdorf entstand 1922 die „Gendarmeriesidelung“, welche später in „Waldsiedlung“ umbenannt wurde. Das erste sächsische Konzentrationslager wurde am 9. März 1933 in einer Turnhalle in Plaue eingerichtet. Das KZ Plaue bestand bis zum 10. Juni 1933. In Plaue entstand 1936 die Randsiedlung zwischen der Eisenbahnstrecke nach Annaberg und der Augustusburger Straße. Bis 1939 wurden die Sachsen-, Anton-Günter-, Süd- und Wilhelm-Külz-Straße bebaut. 1939 wurde die Landgemeinde „Plaue-Bernsdorf“ in „Plaue“ umbenannt.
Nach dem Zweiten Weltkrieg wurden in Sachsen im Jahr 1946 Großbetriebe entschädigungslos enteignet. In Plaue betraf dies u. a. die „Baumwollspinnerei und Zwirnerei E.J. Clauß Nachf.“ und die „Buntpapierfabrik Robert Wilisch“, welche später in landes- bzw. volkseigene Betriebe umgewandelt wurden. Infolge der Bodenreform in der DDR wurde das Sattelgut im Ortsteil Bernsdorf entschädigungslos enteignet und an Landarme oder Neubauern aufgeteilt. 1951 wurde die Kirche von Plaue unter dem Namen „Ev.-Luth. Auferstehungskirche Flöha-Plaue“ selbstständig.
Am 1. Januar 1962 wurde die Gemeinde Plaue als „Flöha-Süd“ in die Stadt Flöha eingemeindet. Sie gehörte bereits seit 1952 zum neu gegründeten Kreis Flöha im Bezirk Chemnitz (1953 in Bezirk Karl-Marx-Stadt umbenannt). Anfang der 1980er Jahre entstand auf Bernsdorfer Flur ein großes Neubaugebiet mit 1275 Wohnungen, welches heute den Namen „Am Sattelgut“ trägt.
Nach der Deutschen Wiedervereinigung gehörten Plaue und Bernsdorf als Stadtteile Flöhas ab 1990 zum sächsischen Landkreis Flöha. Mit diesem kamen sie 1994 zum Landkreis Freiberg und 2008 zum Landkreis Mittelsachsen. Nach 1990 kam es zur Schließung traditionsreicher Produktionsbetriebe, u. a. der Baumwollspinnerei Plaue im Jahr 1994/94. In der Stadt Flöha wurde in der Folgezeit über eine Nachnutzung des denkmalgeschützten Areals diskutiert. Nachdem die Stadt Flöha im Jahr 2001 die ehemalige Industrieanlage erworben hatte, begann 2006 mit der Wiedereinweihung des Wasserbaues die Wiederbelebung des Objekts „Alte Baumwolle“. Es entstanden u. a. Räumlichkeiten für die Kreissparkasse Mittelsachsen, die Stadtverwaltung, die Stadtbibliothek und diverse Vereine. In der Folgezeit wurde das Areal durch verschiedene Baumaßnahmen an und in den Gebäuden sowie auf dem umliegenden Gelände erschlossen. Ab August 2014 ist die Kindertagesstätte „Baumwollzwerge“ in der „Alten Baumwolle“ untergebracht.

### Entwicklung der Einwohnerzahl
| Jahr | Einwohnerzahl                                                       |
| ---- | ------------------------------------------------------------------- |
| 1551 | 9 besessene Mann, 25 Inwohner (mit Bernsdorf), 11 3/4 Hufen (Plaue) |
| 1551 | 2 besessene Mann, 25 Inwohner (mit Plaue), 2 Hufen (Bernsdorf)      |
| 1764 | 9 besessene Mann, 22 Häusler, 11 Hufen (Plaue)                      |
| 1764 | 2 besessene Mann, 7 Häusler, 1 1/2 Hufen (Bernsdorf)                |
| 1834 | 449 (Plaue), 183 (Bernsdorf)                                        |

| Jahr | Einwohnerzahl                 |
| ---- | ----------------------------- |
| 1871 | 689 (Plaue), 222 (Bernsdorf)  |
| 1890 | 1090 (Plaue), 298 (Bernsdorf) |
| 1939 | 3451                          |
| 1946 | 3929                          |
| 1950 | 3960                          |

## Kultur

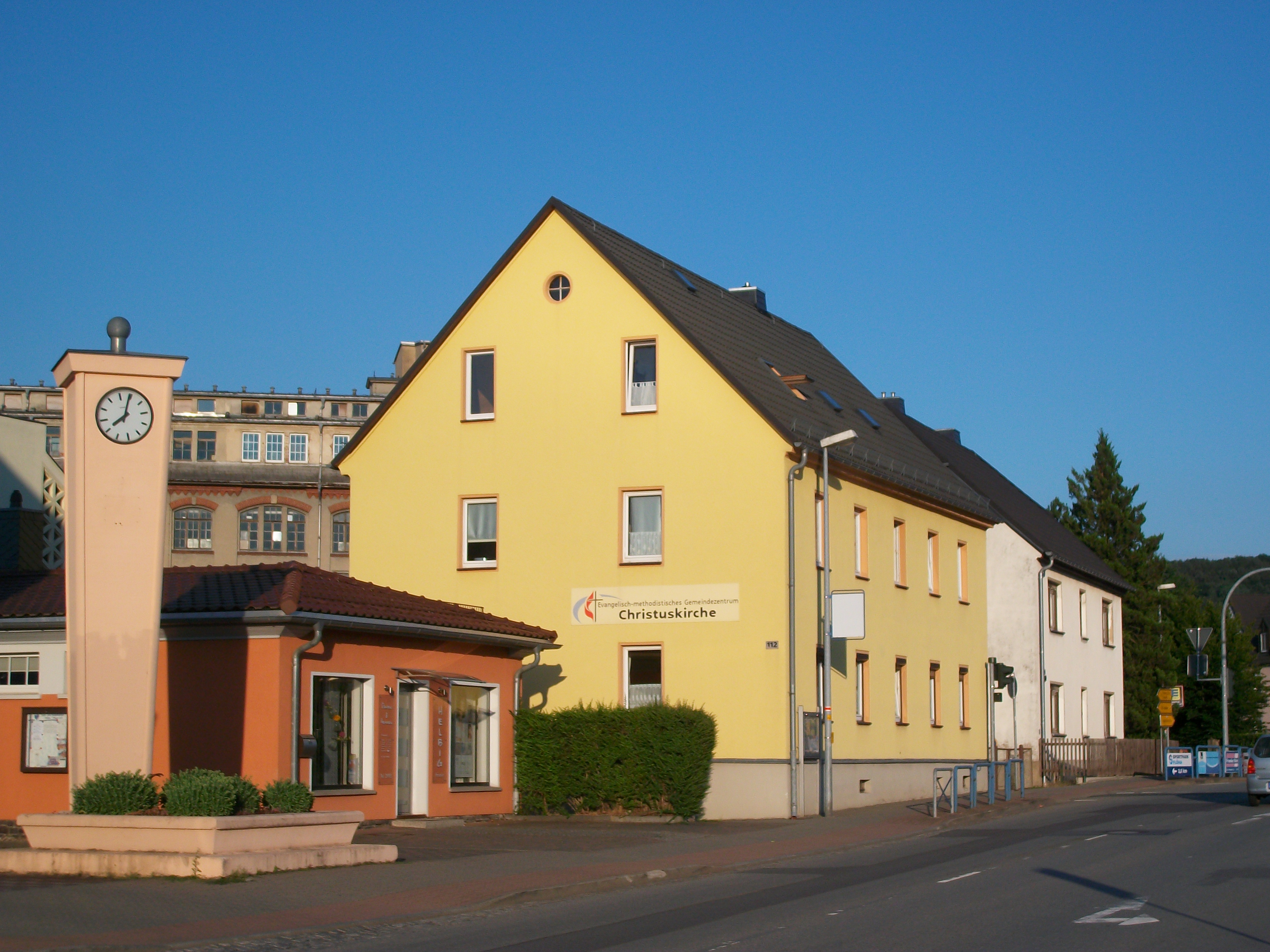
Ev.-meth. Kirche Flöha in Plaue

### Religion
Plaue gehörte ursprünglich zur Evangelisch-lutherischen Kirchgemeinde St. Georgen in Flöha, Bernsdorf war bis 1930 nach Erdmannsdorf gepfarrt. 1908/09 wurden der Friedhof und die Friedhofskapelle in Plaue eingeweiht.
Am 22. Juni 1951 wurde die Kirche von Plaue unter dem Namen „Ev.-Luth. Auferstehungskirche Flöha-Plaue“ selbstständig. Zu ihr gehören auch die evangelisch-lutherischen Gemeindeglieder von Bernsdorf, wodurch der Gebietsumfang der Kirchgemeinde Flöha-Plaue mit den ehemaligen Grenzen des Ortes Plaue-Bernsdorf identisch ist.
Weiterhin existiert im Plaue eine evangelisch-methodistische Gemeinde in der Augustusburger Straße 112.

### Bildung
Um 1585 wurden die Schüler aus Plaue wahrscheinlich in Flöha, die Bernsdorfer Schüler in Erdmannsdorf unterrichtet. 1770 wurden letztere nach Plaue umgeschult. 1820 wurde eine Schule am Plauer Markt erwähnt. Plaue und Bernsdorf erhielten 1847 eine neue Schule an der Schellenberger Chaussee (heute: Augustusburger Straße, Ecke Uferstraße) und 1872 erneut eine neue Schule (heute: Altes Plauer Rathaus). Die Zentralschule an der Augustusburger Straße/Heinrich-Heine-Straße, heute die Oberschule Flöha-Plaue, wurde 1899 erbaut und 1909 erweitert. 1959 wurde sie in eine Polytechnische Oberschule (POS) umgewandelt. 1965 erhielt die POS den Namen „Ernst Schneller“, den sie bis 1992 trug. Nur kurze Zeit hieß die Schule anschließend „Mittelschule II Flöha“, bereits 1993 wurde sie in „Mittelschule Flöha-Plaue“ umbenannt. Zum Schuljahreswechsel 2013 wurde in Sachsen die Mittelschule zur Oberschule weiterentwickelt, wodurch die Schule nun „Oberschule Flöha-Plaue“ heißt. 1981 entstand die zehnklassige Polytechnische Oberschule „Karl Marx“, welche von 1992 bis zu ihrer Schließung im Jahr 2004 die Grundschule Flöha-Plaue beheimatete.

## Verkehr

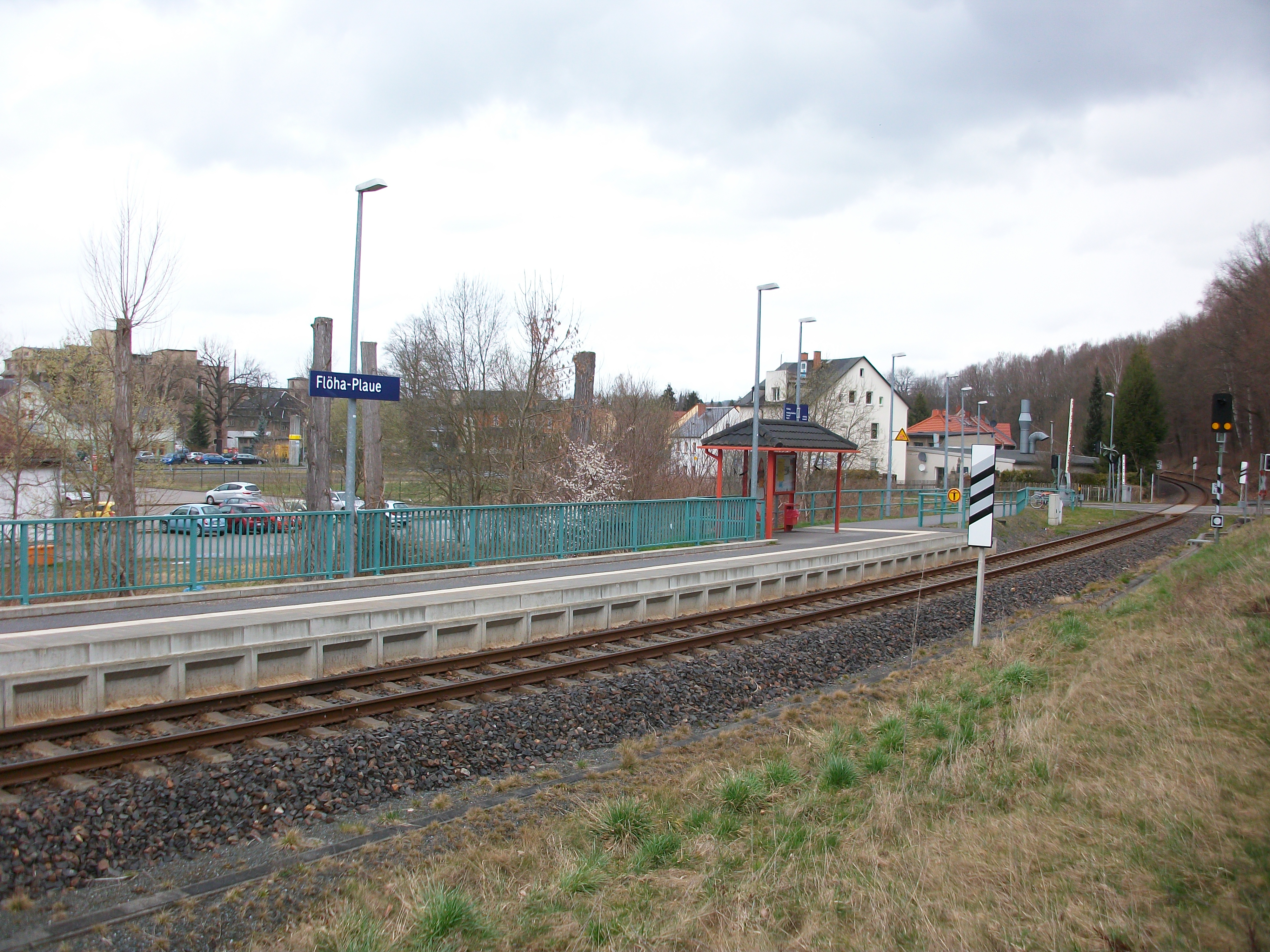
Haltepunkt Flöha-Plaue (2016)

Durch Plaue und Bernsdorf verläuft die Bundesstraße 180 nach Gornau.
Der nächstgelegene Bahnhof ist der Bahnhof Flöha an der Bahnstrecke Dresden–Werdau (Teil der Sachsen-Franken-Magistrale). Von diesem zweigt die Zschopautalbahn nach Annaberg-Buchholz ab, deren Gleise durch Plaue-Bernsdorf führen. Seit 2007 existiert an dieser Strecke im Ort der Haltepunkt „Flöha-Plaue“. Durch Plaue-Bernsdorf führt der „Sächsische Jakobsweg an der Frankenstraße“.

## Persönlichkeiten
- Heiner Ryssel (* 1941 in Plaue), Elektroingenieur und Hochschullehrer